# Georgia Lara
Georgia Lara (grekiska: Γεωργία Λαρά), född 31 maj 1980 i Aten, är en grekisk vattenpolospelare. Hon ingick i Greklands landslag vid olympiska sommarspelen 2004 och 2008.
Lara tog OS-silver i damernas vattenpoloturnering i samband med de olympiska vattenpolotävlingarna 2004 i Aten. Hennes målsaldo i turneringen var tre mål. Fyra år senare i Peking slutade Grekland på åttonde plats.
VM-guld tog Lara 2011 i Shanghai och EM-silver 2010 i Zagreb samt 2012 i Eindhoven.